# Clematis comoresensis
Clematis comoresensis är en ranunkelväxtart som beskrevs av Wen Tsai Wang. Clematis comoresensis ingår i släktet klematisar, och familjen ranunkelväxter. Inga underarter finns listade i Catalogue of Life.